# Eric Strobel
Eric Martin Strobel (* 5. června 1958 v Rochesteru, Minnesota, USA) je bývalý americký hokejový útočník.

## Kariéra

### Amatérská
V letech 1976-1979 působil v celku minnesotské univerzity. V posledním roce získal s Minnesotou mistrovský titul a byl zařazen do All stars týmu soutěže.
Statistika v univerzitní soutěži
| Sezona            | Univerzita        | Liga              |     | Z  | G  | A   | B  | TM |
| ----------------- | ----------------- | ----------------- | --- | -- | -- | --- | -- | -- |
| 1976/77           | Minnesota         | NCAA              | 39  | 11 | 14 | 25  | 12 |    |
| 1977/78           | Minnesota         | NCAA              | 38  | 11 | 18 | 29  | 30 |    |
| 1978/79           | Minnesota         | NCAA              | 44  | 30 | 22 | 52  | 34 |    |
| Celkem tři sezony | Celkem tři sezony | Celkem tři sezony | 121 | 52 | 54 | 106 | 76 |    |

### Reprezentace
Byl vybrán do americké reprezentace pro mistrovství světa 1979 v SSSR (7. místo). Vysloužil si následně nominaci do mužstva pro olympijský turnaj v Lake Placid 1980, na který se celý úvod sezony 1979/80 tým připravoval. Během přípravy odehrál 56 utkání a připsal si 41 bodů (15 branek a 26 asistencí). Na turnaji získal celek šokující zlaté medaile díky vítězství nad Sověty (Zázrak na ledě).

### Reprezentační statistiky
| 1979 | USA | MS | 8 | 3 | 3 | 6 | 2 |
| 1980 | USA | OH | 7 | 1 | 2 | 3 | 2 |

### Profesionální
Sezonu 1979/80 Strobel dohrál v American Hockey League za Rochester Americans, záložní tým klubu National Hockey League Buffalo Sabres, který hráče draftoval v roce 1978. Ve 13 utkáních základní části si připsal osm bodů za čtyři branky a stejný počet asistencí. V následném play off vstřelil dvě branky ve třech utkáních – v tom posledním si zlomil kotník a rozhodl se s hokejem ve věku 22 let skončit.

## Po kariéře
- po kariéře se vrátil do rodného regionu, kde trénoval mládežnický tým a pracoval jako manažer firmy, zabývající se prodejem telefonů.
- v červnu 1987 se oženil a má dvě děti (narozené 1987 a 1988)
- prodělal 31. října 2006 menší mrtvici, po rehabilitaci vede normální život

## Zajímavosti
- O olympijském triumfu v Lake Placid 1980 byl v roce 2004 natočen film, ve kterém Strobela hrál Robbie MacGregor.
- otec Art odehrál sedm utkání NHL za New York Rangers v sezoně 1942/43.